# Vuena Vista
「Vuena Vista」（ブエナ ビスタ）は、ジンの4枚目のシングル。

## 概要
2007年7月18日に発売された。初のフルアルバム『レミングス』リリース以降初のシングルとしてリリースされる。
シングルとしては初のノンタイアップ作品である。前作『解読不能』から売上やチャート順位もほぼ10分の1程度に落ち込んだ。
タイトル曲の「Vuena Vista」とは、スペイン語で「絶景」という意味を持つ「Buena Vista」（「Vuena」としたのは、語源であるラテン語ではもともとはVであり、勝利という意味の「Victory」のVも「Vuena」に掛けているなどの理由からである）から取られており、「すべての頂点に立ったときにそこから見える夢にまでみた景色」をテーマに歌詞が書かれている。同曲は5月25日に行われた『MTV VIDEO MUSICAWARDS JAPAN 2007 PRE-SHOW』にて初披露された。
またこの作品をリリースするにあたり、ジンのロゴステッカーが新しいデザインに変わり、ライブ会場などで販売・配布されるようになった。

## 収録曲
全作詞・作曲・編曲：ジン
1. Vuena Vista
FM802 2007年7月度HEAVY ROTATION[1]
2. パンドラ